# بری (انگلستان)

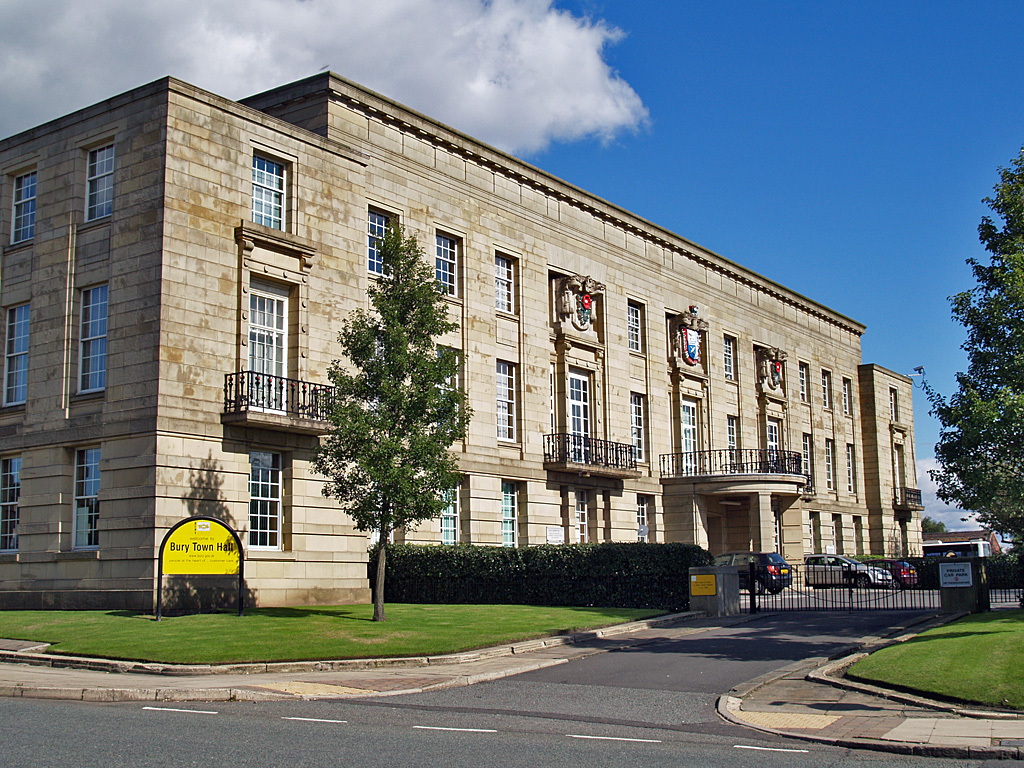
بری

بری (به انگلیسی: Bury) یکی از شهرهای منچستر بزرگ در شمال غرب انگلستان است. این شهر در ۸٫۹ کیلومتری شرق بولتون، ۹٫۵ کیلومتری جنوب غرب راچدیل و ۱۲٫۷ کیلومتری منچستر واقع شده‌است.